# Kijewo Królewskie (gmina)

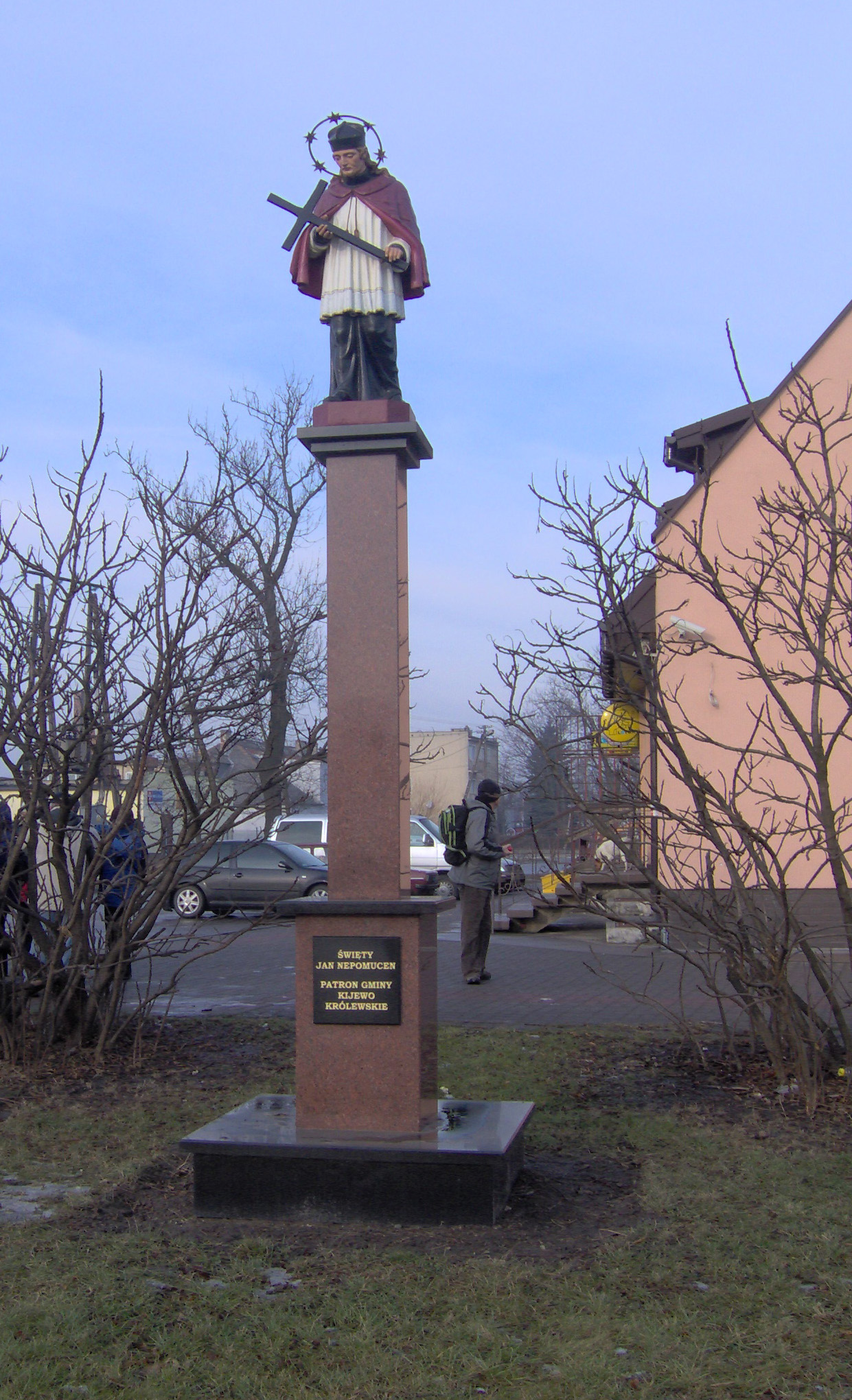
Święty Jan Nepomucen w Kijewie Królewskim – patron gminy

Kijewo Królewskie – gmina wiejska w Polsce położona w województwie kujawsko-pomorskim, w powiecie chełmińskim. W latach 1975–1998 gmina administracyjnie należała do województwa toruńskiego.
Siedzibą gminy jest Kijewo Królewskie.
Według danych z 30 czerwca 2010 gminę zamieszkiwało 4476 osób.
Na terenie gminy funkcjonuje lądowisko Watorowo.

## Struktura powierzchni
Według danych z roku 2002 gmina Kijewo Królewskie ma obszar 72,19 km², w tym:
- użytki rolne: 90%
- użytki leśne: 2%

Gmina stanowi 13,68% powierzchni powiatu.

## Ochrona przyrody
Na terenie gminy znajdują się 2 rezerwaty przyrody:
- Rezerwat przyrody Płutowo – leśny, chroni las mieszany na zboczach doliny Wisły
- Rezerwat przyrody Zbocza Płutowskie – stepowy, chroni roślinność stepową.

## Demografia

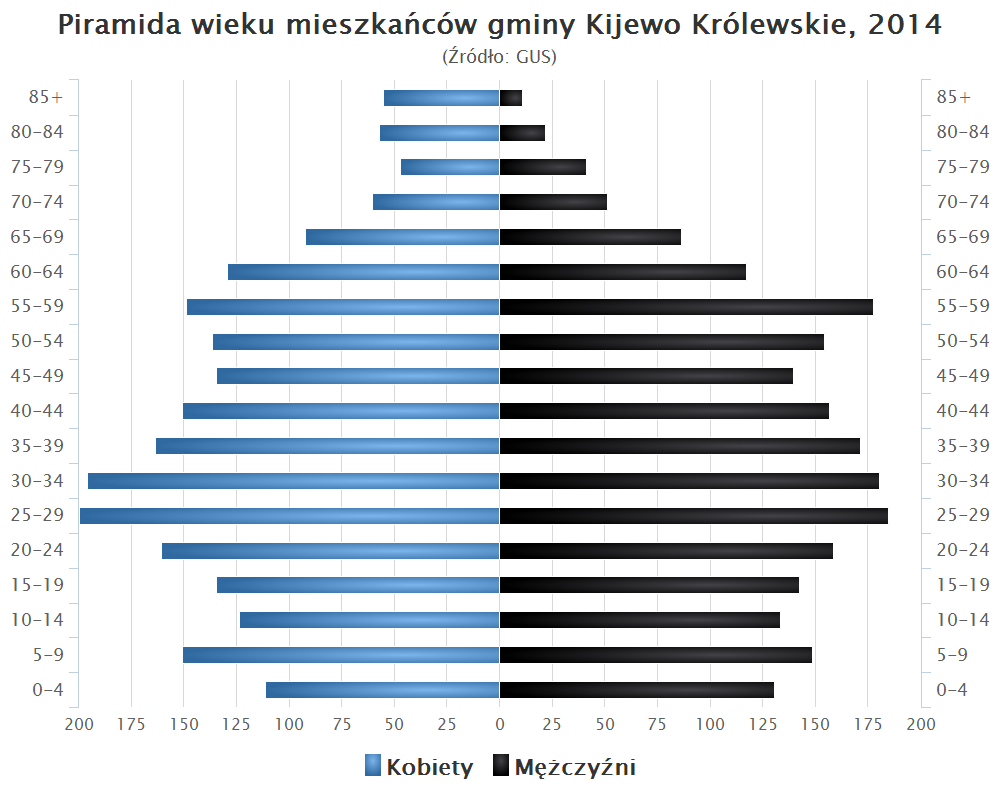
Piramida wieku mieszkańców gminy Kijewo Królewskie w 2014 roku

Dane z 30 czerwca 2004:
| Opis                              | Ogółem | Ogółem | Kobiety | Kobiety | Mężczyźni | Mężczyźni |
| --------------------------------- | ------ | ------ | ------- | ------- | --------- | --------- |
| jednostka                         | osób   | %      | osób    | %       | osób      | %         |
| populacja                         | 4274   | 100    | 2156    | 50,4    | 2118      | 49,6      |
| gęstość zaludnienia (mieszk./km²) | 59,2   | 59,2   | 29,9    | 29,9    | 29,3      | 29,3      |

## Zabytki
Wykaz zarejestrowanych zabytków nieruchomych na terenie gminy:
- zespół pałacowy w Bajerzu, obejmujący: pałac z końca XIX w. (nr A/609 z 04.02.1991 roku) i park z pierwszej połowy XIX w. (nr A/454 z 26.11.1984 roku)
- schron amunicyjny M-3 i M-4 w zespole twierdzy Chełmno zbudowany po 1914 roku w Brzozowie, nr A/1511/ z 14.02.1980 roku
- fort I i II w zespole twierdzy Chełmno z lat 1903-1914 w Dorposzu Szlacheckim, nr A/1511/7 z 14.02.1980 roku
- schron piechoty IR-1 i IR-2 w zespole twierdzy Chełmno z ok. 1914 roku w Kiełpiu, nr A/1511/8 z 14.02.1980 roku
- kościół parafii pod wezwaniem św. Wawrzyńca z XIV w. w Kijewie Królewskim, nr A/389 z 30.11.1929 roku
- zespół pałacowy w Kijewie Szlacheckim, obejmujący: pałac z 1908; park; młyn z lat 1910-1915, nr 602 z 16.05.1990 roku
- park dworski z końca XIX w. w Kosowiźnie, nr A/617 z 26.11.1984 roku
- spichrz folwarczny z pierwszej połowy XIX w. w Płutowie, nr A/1163 z 19.08.1982 roku
- kościół parafii pod wezwaniem Wniebowzięcia Najświętszej Maryi Panny z XIV w. w Trzebczu Szlacheckim, nr A/386 z 30.11.1929 roku
- zespół dworski w Trzebczu Szlacheckim, obejmujący: dwór z oficyną z połowy XIX w.; spichrz z 1938; rządcówke z 4 ćw. XIX w.; kuźnię z 3 ćw. XIX w.; park (2 części) z pierwszej połowy XIX w., nr A/697/1-5 z 22.10.1997 roku
- schron piechoty UR-1 w zespole twierdzy Chełmno zbudowany przed 1910; schron amunicyjny M-2 zbudowany po 1914 roku w Watorowie, nr A/1511/ z 14.02.1980 roku.

## Sołectwa
- Bajerze
- Bągart
- Brzozowo
- Dorposz Szlachecki
- Kiełp
- Kijewo Królewskie
- Kijewo Szlacheckie
- Szymborno
- Trzebcz Królewski
- Trzebcz Szlachecki
- Watorowo

## Miejscowości
Pozostałe miejscowości: Kosowizna, Napole, Płutowo, Trzebczyk

## Sąsiednie gminy
Chełmno, Chełmno (miasto), Chełmża, Łubianka, Papowo Biskupie, Stolno, Unisław